# 桂力造 (2代目)
二代目 桂 力造（かつら りきぞう、1978年7月6日 - ）は大阪府阪南市出身の落語家。本名∶津村 裕也。
所属事務所は米朝事務所。上方落語協会会員。

## 来歴・人物
2000年5月に桂ざこばに入門。同月、箕面メイプルホールでの「ざこばの会」にて初舞台。身長182cm、体重100kgの巨漢ながら、手品を得意とする。通称「落語界の若乃花」。
2008年2月より一ヶ月インド一人旅を決行し、その模様を毎日ブログに掲載していた。
2024年4月30日、道楽亭での記者会見で、翌2025年3月に一門の桂ちょうば改メ四代目桂米之助、桂そうば改メ二代目桂惣兵衛とともに、自身は「二代目桂力造」を襲名する事を発表した。

## エピソード
- 「銭形金太郎」で「上方落語ですごい師匠を持つお弟子さんビンボー」として、月収12万円のうちマジックグッズ（おもにトランプ）に4万円を費やす生活が紹介された。またこの時ざこば師匠にマジックの腕前を披露したところ、「マジシャンになれ」と太鼓判を押された。